# Ciencia de redes
La ciencia de redes es un campo académico que estudia redes complejas tales como redes de telecomunicaciones, redes informáticas, redes biológicas, redes semánticas y cognitivas, redes económicas y redes sociales, considerando distintos elementos o actores representados por nodos (o vértices) y las conexiones entre los elementos o actores como enlaces (o aristas). El campo se basa en teorías y métodos que incluyen la teoría de grafos de las matemáticas, la mecánica estadística de la física, la minería de datos y la visualización de la información de ciencias de la computación, la estadística inferencial de la estadística y la estructura social de la sociología. El Consejo Nacional de Investigación de los Estados Unidos define la ciencia de redes como "el estudio de las representaciones como red de fenómenos físicos, biológicos y sociales que conducen a modelos predictivos de estos fenómenos".

## Antecedentes e historia

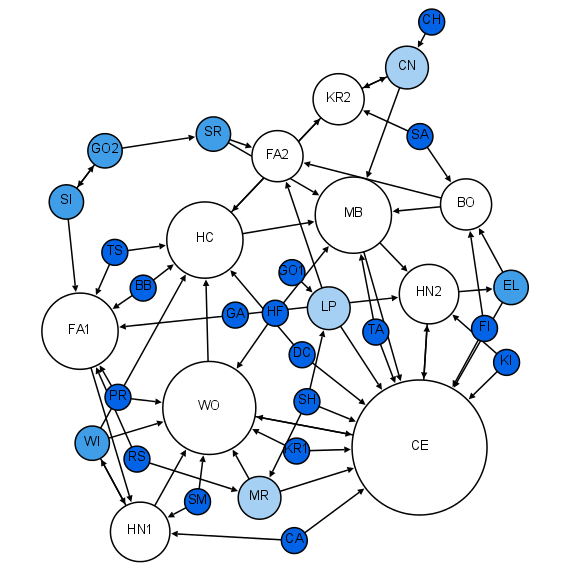
Sociograma de Moreno de una clase de primer grado.

El estudio de las redes emergió en diversas disciplinas como un medio para analizar datos relacionales complejos. El artículo más antiguo conocido en este campo es el famoso Siete puentes de Königsberg escrito por Leonhard Euler en 1736. La descripción matemática de vértices y aristas de Euler fue la base de la teoría de grafos, una rama de las Matemáticas que estudia las propiedades de las relaciones en una estructura de red. El campo de la teoría de grafos continuó desarrollándose y encontrando aplicaciones en química (Sylvester, 1878).
Moreno afirmó que "antes del advenimiento de la sociometría, nadie sabía precisamente cómo era la estructura interpersonal de un grupo" (Moreno, 1953). El sociograma era una representación de la estructura social de un grupo de estudiantes de escuela primaria. Esta representación de la estructura social en la red fue tan intrigante que se imprimió en New York Times (3 de abril de 1933, página 17). El sociograma ha encontrado muchas aplicaciones y se ha transformado en el campo de análisis de redes sociales.
La teoría probabilística en la ciencia de redes se desarrolló como una rama de la teoría de grafos con los famosos artículos de Paul Erdős y Alfréd Rényi sobre grafos aleatorios. Para las redes sociales, el modelo de grafo aleatorio exponencial es una forma de representar el espacio de probabilidades de vínculos que ocurren en una red social. Un enfoque alternativo a las estructuras de probabilidad de red es la matriz de probabilidad de red, que modela la probabilidad de que se produzcan enlaces en una red, en función de la presencia o ausencia histórica de enlaces en una muestra de redes.

## Propiedades de red
A menudo, las redes tienen ciertos atributos que pueden calcularse para analizar las propiedades y características de la red. El comportamiento de estas propiedades de red a menudo define un modelo de red y se puede usar para analizar el contraste entre ciertos modelos. Muchas de las definiciones de otros términos utilizados en la ciencia de redes se pueden encontrar en  Glosario de teoría de grafos.

### Tamaño
El tamaño de una red puede referirse al número de nodos {\displaystyle N} o, menos comúnmente, al número de enlaces {\displaystyle E} que (para los grafos conexos sin enlaces múltiples) puede variar de {\displaystyle N-1} (un árbol) a {\displaystyle E_{\max }} (un grafo completo). 
En el caso de un grafo simple (una red en la que como máximo existe un enlace (no dirigido) entre cada par de vértices, y en la que no hay vértices conectados a sí mismos), tenemos {\displaystyle E_{\max }={\tbinom {N}{2}}=N(N-1)/2}; para grafos dirigidos (sin nodos auto-conectados), {\displaystyle E_{\ max}=N(N-1)}; para grafos dirigidos con auto-conexiones permitidas, {\displaystyle E_{\max }=N^{2}}. En el caso de un grafo dentro del cual pueden existir múltiples enlaces entre un par de vértices, {\displaystyle E_{\max }=\infty }.

### Densidad
La densidad {\displaystyle D} de una red se define como el cociente entre la cantidad de enlaces {\displaystyle E} sobre la cantidad de enlaces posibles en una red con {\displaystyle N} nodos, dada (en el caso de grafos simples) por el coeficiente binomial {\displaystyle {\tbinom {N}{2}}}, dando {\displaystyle D={\frac {E-(N-1)}{E_{\mathrm {max} }-(N-1)}}={\frac {2(E-N+1)}{N(N-3)+2}}}.
Otra posible ecuación es {\displaystyle D={\frac {T-2N+2}{N(N-3)+2}},} donde los enlaces {\displaystyle T} son unidireccionales (Wasserman & Faust 1994). Esto da una mejor visión de la densidad de la red, porque mide relaciones unidireccionales.

### Coeficiente de clustering
El coeficiente de clustering es una forma de medir la propiedad "todos mis amigos se conocen entre sí". También se puede describir como los amigos de mis amigos son mis amigos. Más precisamente, el coeficiente de clustering de un nodo es la proporción de enlaces existentes que conectan a los vecinos de un nodo entre sí sobre el número máximo posible de dichos enlaces. El coeficiente de clustering para toda la red es el promedio de los coeficientes de clustering de todos los nodos. Un alto coeficiente de clustering para una red es otra indicación de una red "mundo pequeño".
El coeficiente de clustering del nodo {\displaystyle i} es
{\displaystyle C_{i}={2e_{i} \over k_{i}{(k_{i}-1)}}\ ,}
donde {\displaystyle k_{i}} es el número de vecinos del nodo {\displaystyle i}, y {\displaystyle e_{i}} es el número de conexiones entre estos vecinos. El número máximo posible de conexiones entre vecinos es, entonces,
{\displaystyle {\binom {k}{2}}={{k(k-1)} \over 2}\ .}
Desde un punto de vista probabilístico, el coeficiente de clustering local esperado es la probabilidad de que exista un vínculo entre dos vecinos arbitrarios del mismo nodo.

## Análisis de redes

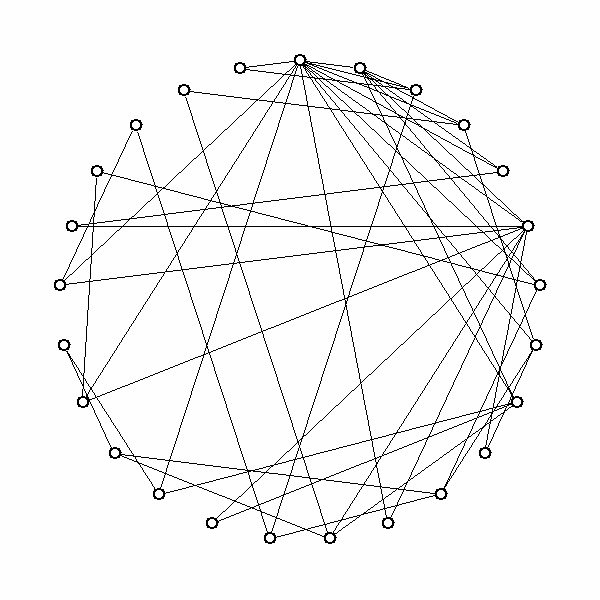
El estudio de las propiedades estructurales y su optimización así como su dinámica son objeto del análisis de redes.

Las redes estudiadas pueden ser de diversos tipos: social, transporte, eléctrica, biológica, internet, información, epidemiología, etc. Los estudios realizados sobre las redes abarcan sus estructuras tales como en las redes de mundo pequeño, las redes libres de escala, los círculos sociales, medidas de centralidad. Puede ser objeto de estudio la optimización como en el caso de método de la ruta crítica, el PERT (del inglés Program Evaluation & Review Technique). Así como la dinámica de las redes como puede ser el estudio de sistema dinámico secuencial (SDS del inglés Sequential Dynamical System), o de propiedades como la asignación dinámica de flujos.

### Análisis de Redes Sociales
Las redes sociales son objeto de estudio particular en diversos campos que van desde la sociología hasta la gestión del conocimiento en las empresas. El estudio se centra en la asociación y medida de las relaciones y flujos entre las personas, grupos, organizaciones, computadoras, sitios web, así como cualquier otra entidad de procesamiento de información/conocimiento. Los nodos en la red en este caso son personas y grupos mientras que los enlaces muestran relaciones o flujos entre los nodos. El análisis de redes sociales proporciona herramientas tanto visuales como matemáticas para el estudio de las relaciones humanas. 

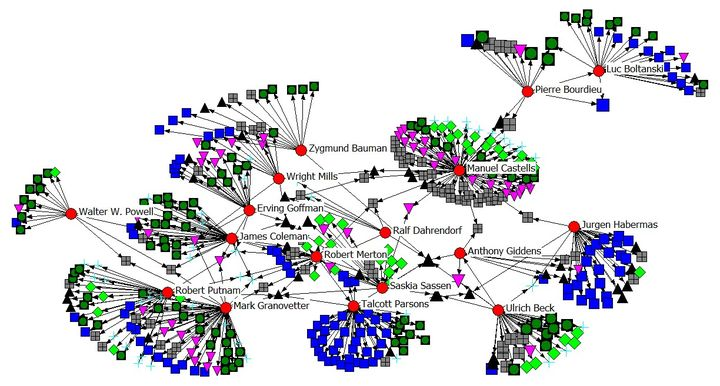
Análisis de redes sociales

En muchos casos el análisis de redes sociales se fundamenta en el estudio de los agentes en la estructura  de la red, para ello se hace un análisis de las medidas de centralidad de los actores de la propia red social con el objetivo de ver las relaciones de poder, de protagonismo, confianza, etc. Así como la detección de comunidades, grupos, etc. debido a la existencia de clusteres específicos.

### Análisis de Redes de Transporte
Las redes de transporte son objeto de estudio particular en ciertos casos donde se pretende analizar el transporte de bienes y personas entre diversas áreas geográficas. Uno de los objetivos de sus estudio es a veces la mejora y la eficiencia del tráfico. En este análisis los nodos suelen ser las ciudades, los aeropuertos, las estaciones, etc. mientras que los enlaces suelen ser las carreteras, las autovías, etc. Es objeto de estudio del análisis de redes de transporte se centra en las características de capacidad tales como la admisión de elementos de transporte: aviones, coches, etc. la capacidad del flujo de bienes, etc. planificación del transporte.

### Análisis de Redes Eléctricas
El estudio de las propiedades de los circuitos eléctricos y el abastecimiento de energía eléctrica a los diversos puntos de distribución. En el estudio se hace uso de ciertos teoremas como el de Thévenin y Norton así como  para que sea posible su estudio simplificado de las mismas.